# 葫芦草属
葫芦草属（学名：Sclerachne）是禾本科下的一个属，为纤细草本植物。该属仅有葫芦草（Sclerachne punctata）一种，分布于印度、越南和爪哇。